# Diciotto anni dopo
Diciotto anni dopo è un film commedia del 2010 diretto da Edoardo Leo.

## Trama
Mirko e Genziano sono due fratelli che non si parlano da diciotto anni, da quando un incidente d'auto ha causato la morte della loro madre. Mirko è un meccanico sposato con Mirella e papà di Davide, Genziano è un uomo d'affari a Londra, dove vive stabilmente. Quando anche il padre muore, i due fratelli si incontrano al funerale. Per realizzare l'ultimo desiderio del padre, sono costretti loro malgrado a viaggiare insieme fino a Scilla, per depositare le ceneri paterne accanto alla tomba della madre. Nel viaggio verso la Calabria incontrano una strana ragazza, Cate, fuggita di casa, con cui vivono alcune avventure rocambolesche, ma che alla fine li aiuta a terminare il viaggio. Nell'ultimo tratto, i due fratelli sono costretti a ripercorrere lo stesso tratto di strada in cui la madre morì, utilizzando anche la stessa auto d'epoca (rimessa a nuovo dal padre), ed è solo qui che Mirko riesce finalmente a chiedere scusa al fratello per quanto accaduto diciotto anni prima, poiché fu lui a guidare la macchina in maniera dissennata a causa di una insensata gelosia nei suoi confronti.
 Il viaggio giunge comunque a buon fine e, ritrovata la pace, Genziano lascia Londra e intraprende una nuova attività di riparazione di auto d'epoca con il fratello Mirko, già esperto in quel settore.

## Produzione
Prodotto da DAP Italy in collaborazione con Rai Cinema, il film è ambientato tra Roma, Londra, Palmi, Scilla e la costa calabrese.

## Riconoscimenti
- 2010 - Est Film Festival
  - Premio del pubblico